# Mészpest
Mészpest (más néven Neszpest, szlovákul: Kucany) Abara településrésze, egykor önálló község Szlovákiában, a Kassai kerület Nagymihályi járásában.

## Fekvése
Nagymihálytól 32 km-re délre, Tőketerebestől 24 km-re délkeletre, Abara központjától délnyugatra fekszik.

## Története
1221-ben említik először.
A 18. század végén Vályi András így ír róla: „NÉSPEST. Magyar, és tót falu Zemplén Várm. földes Urai több Urak, lakosai külömbfélék, fekszik Petrikhez, Abarához is 1/4 órányira, d. Laborcz vize mellett, térséges határja két nyomásbéli, búzát, gabonát, kukoritzát jól, középszerűen pedig árpát, és zabot is terem, kevés földgye fekete agyagos, erdeje tölgyes, szőleje nints, halászó vízzel, és legelővel bővelkedik, piatza Újhelyben 3 1/2 órányira.”
Fényes Elek 1851-ben kiadott geográfiai szótárában így ír a faluról: „Neszpest, orosz-magyar falu, Zemplén vmegyében, Málcza fil., 26 rom., 133 gör. kath., 30 ref., 7 zsidó lak. 71 hold szántófölddel. F. u. többen. Ut. p. N.-Mihály.”
Borovszky Samu monográfiasorozatának Zemplén vármegyét tárgyaló része szerint: „Mészpest, előbb Nézpest, most tulajdonképen ősi nevét viseli, mely hajdan Mézpestnek is hangzott. Nevét mész-pestjeitől, vagyis hajdani mészégető kemenczéitől vette s a hagyomány szerint alapítói is mészégetők voltak. Első írott nyomát 1419-ben találjuk, a mikor Cseke Györgyöt és Imreghy Andrást iktatják birtokába. 1458-ban Palóczy László az ura. 1510-ben Gerendi László, Eödönffy Péter és Dobó Zsófia kapnak itt részeket, de a Tárczaiak is birtokosai s ezeknek a részét is a Dobók nyerik. 1524-ben Buttkay Pétert s 1568-ban a Barkóczyakat iktatják némely részekbe. Az 1598-iki összeírás Eödönffy Kristófot, Soós Kristófot s Istvánt és Barkóczy Lászlót említi. 1752-ben Okolicsányi János nyer iktatóparancsot, később a Barkóczyakkal együtt a Klobusitzky, majd később a Karove család a földesura. Most nincs nagyobb birtokosa s templom sincs a községben, melynek 33 háza s 146, tótajkú, nagyobbára gör. kath. vallású lakosa van. Ide tartozik Kőmolyva-tanya.”
1920 előtt Zemplén vármegye Nagymihályi járásához tartozott, majd az újonnan létrehozott csehszlovák államhoz csatolták. 1938 és 1945 között ismét Magyarország része.

## Népessége
1910-ben 147, többségben magyar anyanyelvű lakosa volt, jelentős szlovák kisebbséggel.

## Lásd még
- Abara